# Combretum bracteosum
Combretum bracteosum és una espècie de planta de la família de les combretàcies.

## Distribució i hàbitat
És un arbre nadiu de Sud-àfrica. Es troba de manera natural al llarg de la costa de KwaZulu-Natal i la Província del Cap, on creix a la sorra a prop del mar, afavorint les dunes i els boscs riberencs (i els seus marges). Sembla que, molt de tant en tant, es troba a l'interior del mar, generalment a baixa altura i creixent a la sorra. El seu hàbitat natural no pateix normalment gelades i té una raonablement alta precipitació anual.

## Descripció
Sol ser un arbust o arbre petit que es barreja amb la vegetació propera. Creix entre els 2 i 4 m d'alçada, tot i que si té el suport d'altres arbres, pot arribar a fer fins a 8 m. S'estén entre els 4 i 5 m d'ample. Denzil Carr (1988) va assenyalar que l'arbust és dens amb multitud de tiges, i les tiges sense branques es desprenen de la part superior de la corona principal. Té un aspecte sinuós i quan toca altre objecte que pugui oferir suport, s'enrotlla al seu voltant. Algunes de les tiges estan armades amb espines corbes. Les fulles són simples i poden ser oposades, alternes o en manat, depenent d'on es troben en la planta. Aquestes són de color verd fosc, encara que les noves fulles poden tenir un to violeta. A la tardor es torna d'un to violeta vermellós.
La floració té lloc a finals de la primavera (setembre, octubre), encara que pot florir més tard. Les flors són de color taronja brillant i de color vermell, agrupades en inflorescències. La floració és abundant i crea una sorprenent pantalla. Els fruits (± 20 mm de diàmetre) apareixen entre finals d'estiu i tardor (desembre a març) i són de color verd inicialment, mentre que en la maduració són de color marró vermellós. Aquests són gairebé esfèrics i no tenen ales, encara que poden tenir 5 angles. És una veritable nou en el sentit que té una closca exterior dura.

## Ecologia
Combretum bracteosum és una planta d'acollida per a la papallona Coeliades forestan. Té una eruga molt marcada de color blanc groguenc amb marró fosc a negre i franges de color taronja al cap. L'adult és de manera predominant de color marró i blanc amb unes ratlles a l'abdomen.

## Galeria

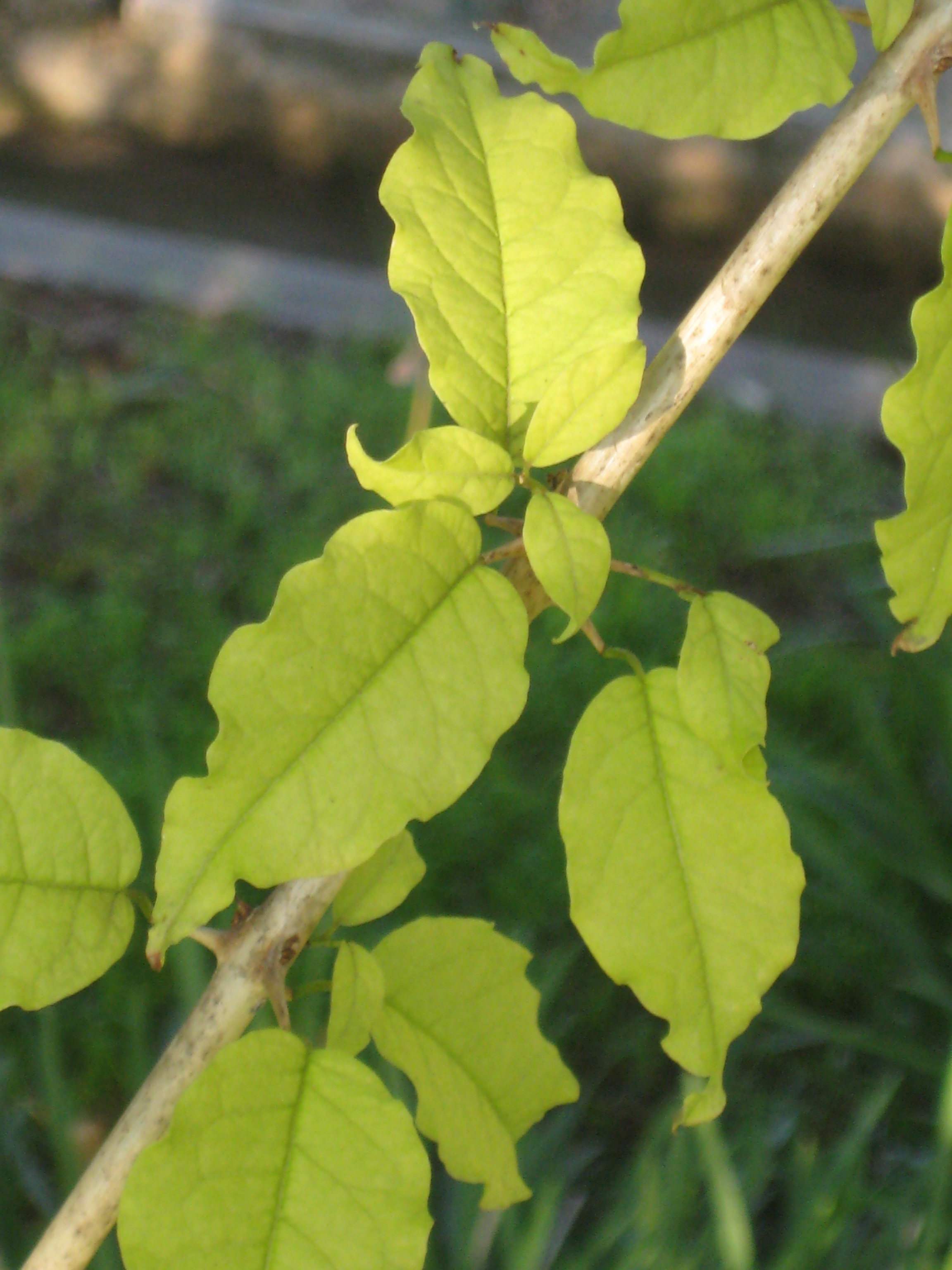
Fulles
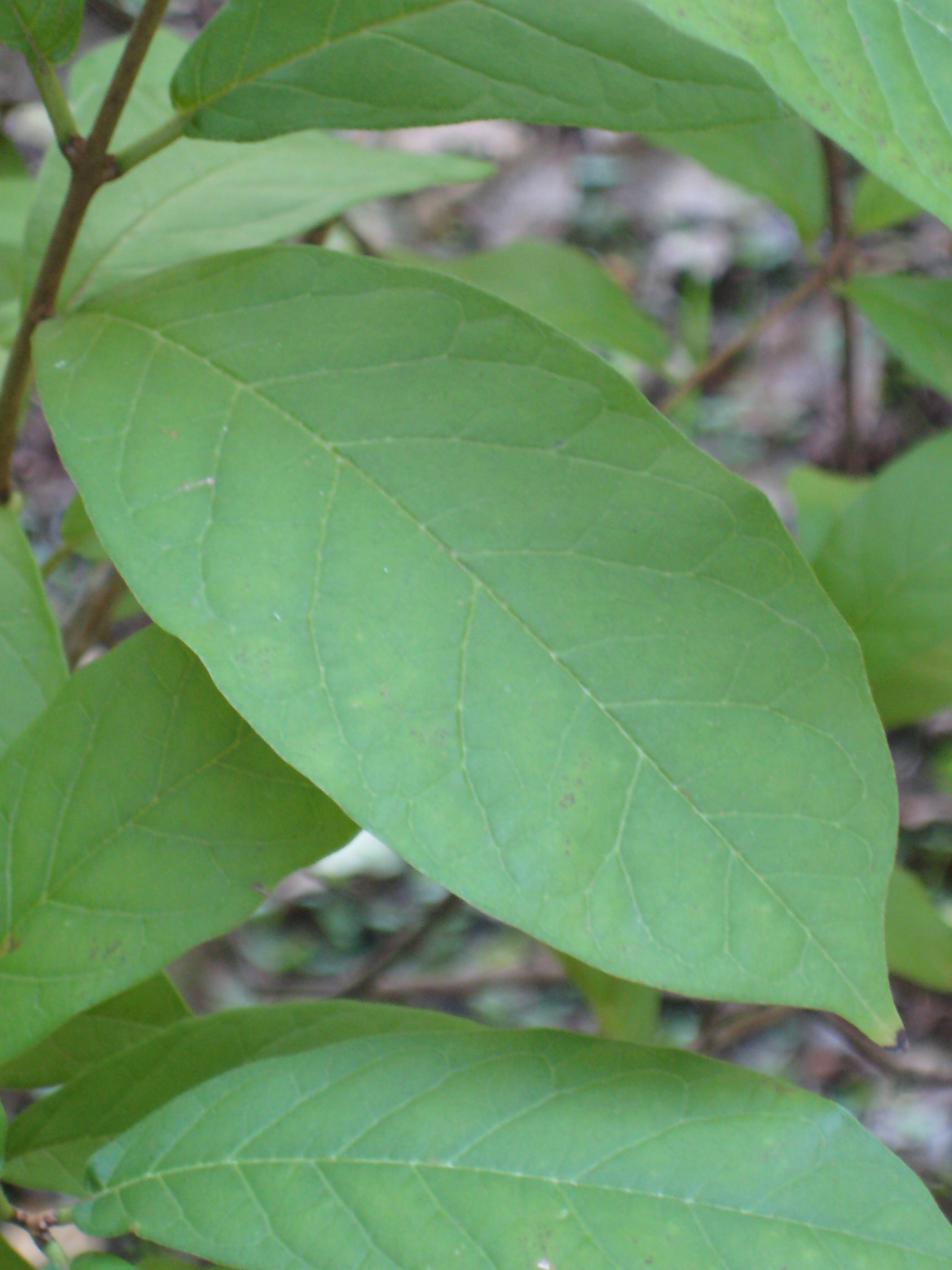
Detall de la fulla
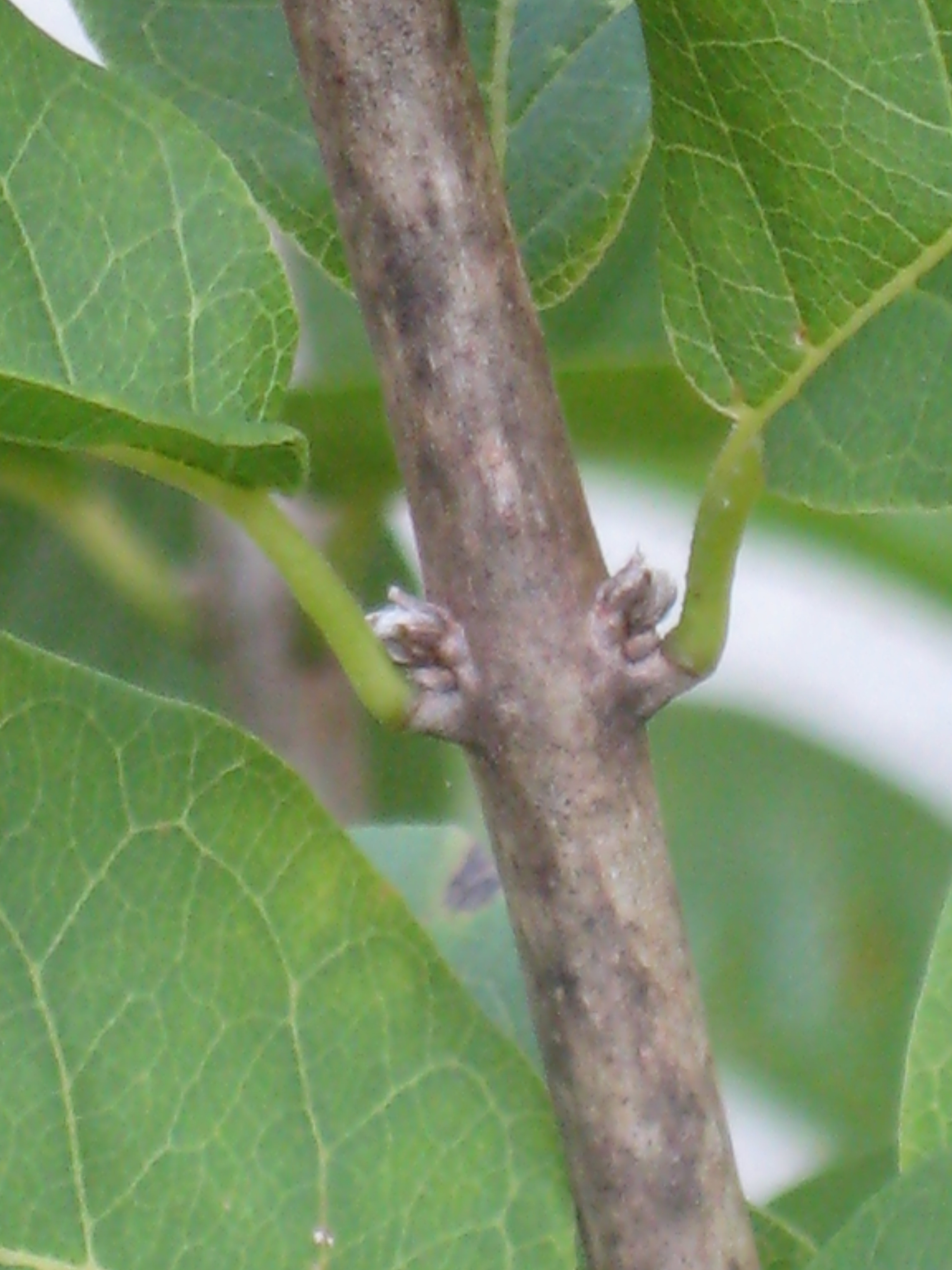
Detall de la tija
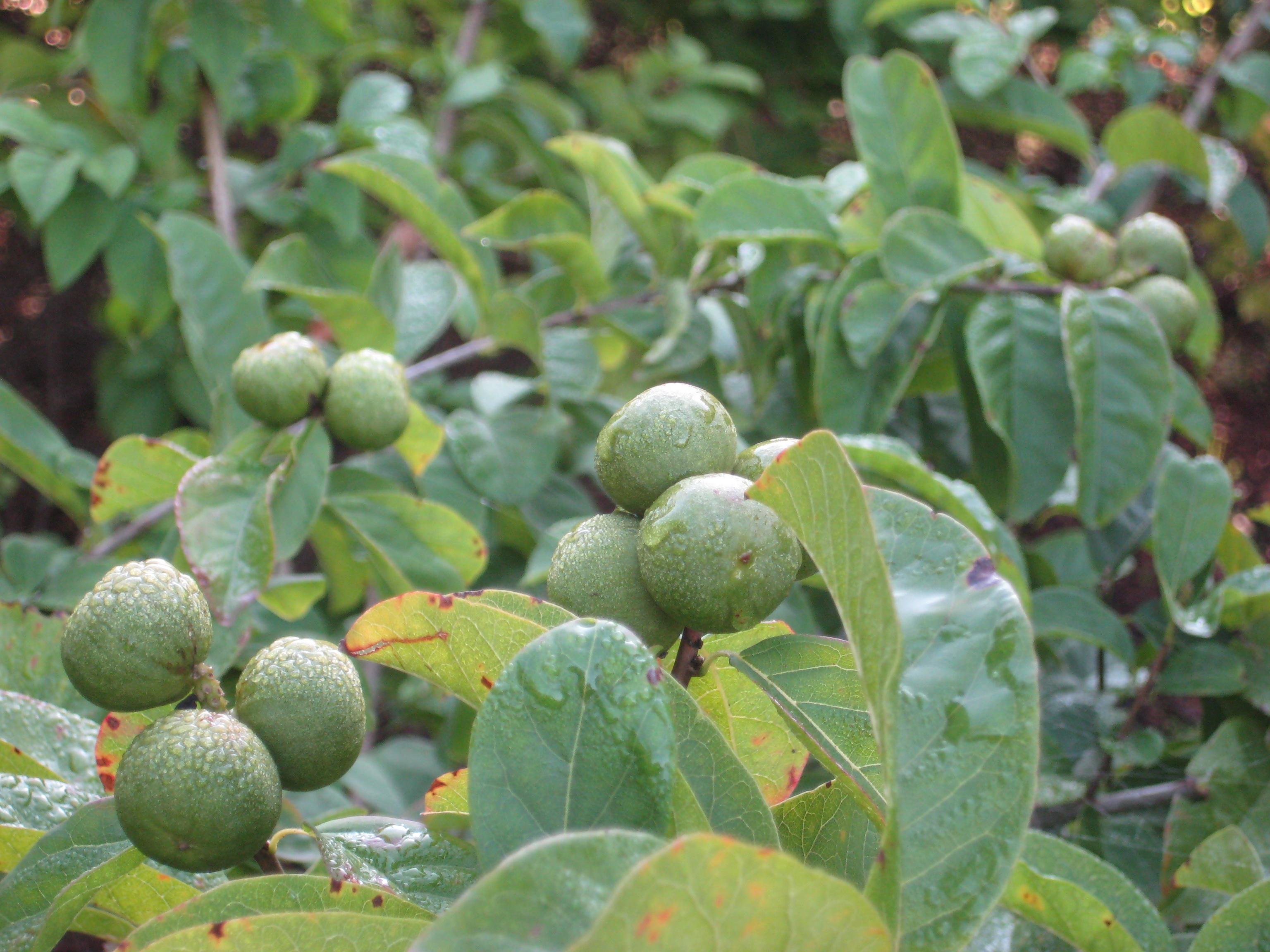
Fruits
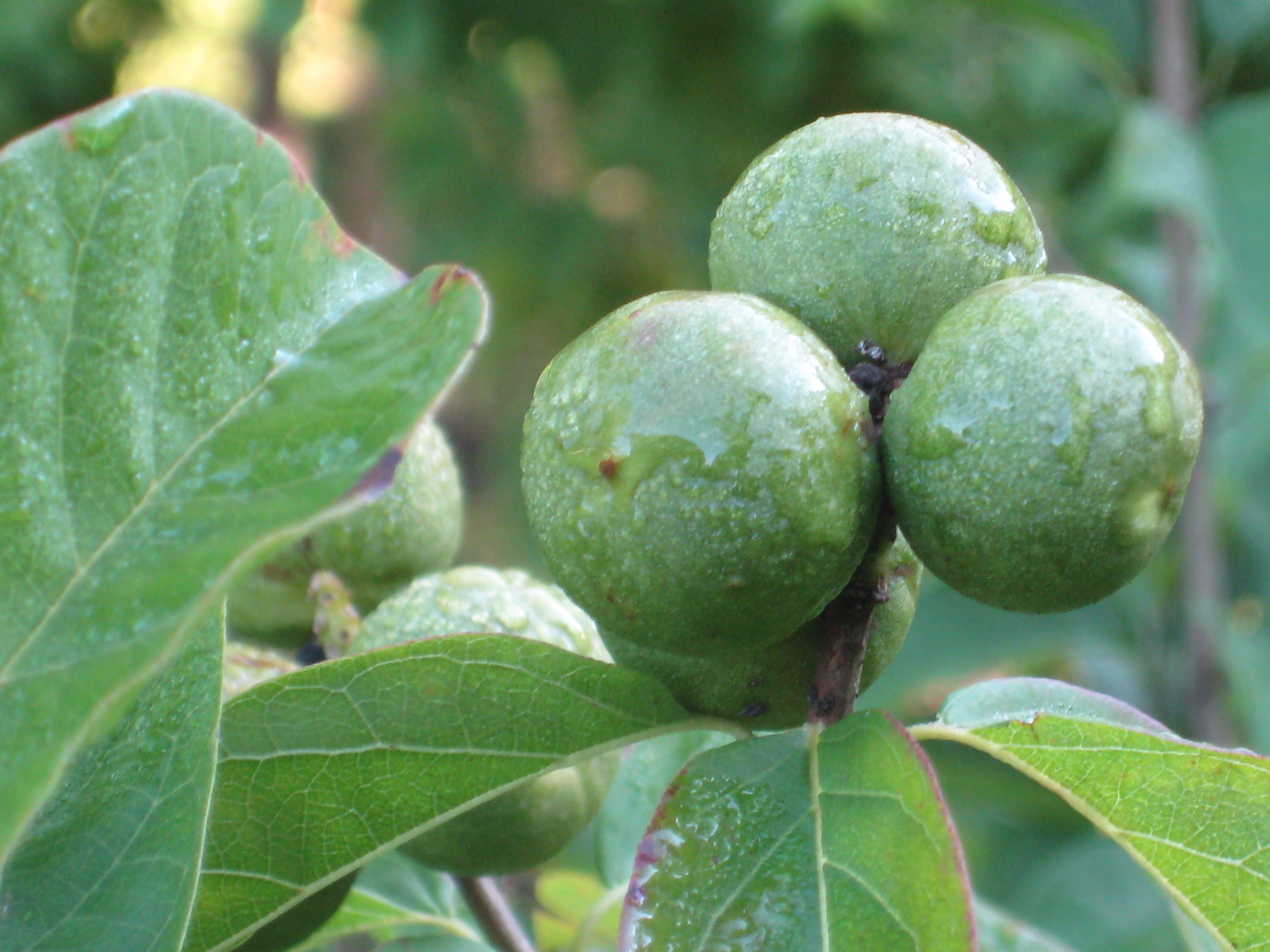
Detall dels fruits